# Lijst van leden van de Kantonsraad van Zwitserland uit het kanton Jura

Vlag van Jura.

Dit artikel bevat een lijst van leden van de Kantonsraad van Zwitserland uit het kanton Jura.
Jura, een kanton dat pas ontstond in 1979, heeft zoals de meeste kantons twee vertegenwoordigers in de Kantonsraad.

## Lijst
| Naam                      | Partij/fractie | Ambtsperiode | Geboren | Overleden |
| ------------------------- | -------------- | ------------ | ------- | --------- |
| Pierre Gassmann           | SP/PS          | 1979-1983    | 1932    | 2011      |
| Roger Schaffter           | CVP/PDC        | 1979-1987    | 1917    | 1998      |
| Gaston Brahier            | FDP/PRD        | 1983-1986    | 1927    | 2014      |
| Michel Flückiger          | FDP/PRD        | 1986-1994    | 1940    |           |
| Jean-François Roth        | CVP/PDC        | 1987-1994    | 1952    |           |
| Nicolas Carnat            | FDP/PRD        | 1995         | 1934    |           |
| Marie-Madeleine Prongué   | CVP/PDC        | 1995         | 1939    | 2019      |
| Pierre Paupe              | CVP/PDC        | 1995-2003    | 1937    | 2016      |
| Pierre-Alain Gentil       | SP/PS          | 1995-2007    | 1952    | 2008      |
| Madeleine Amgwerd         | CVP/PDC        | 2003-2007    | 1946    |           |
| Claude Hêche              | SP/PS          | 2007-2019    | 1952    |           |
| Anne Seydoux-Christe      | CVP/PDC        | 2007-2019    | 1958    |           |
| Élisabeth Baume-Schneider | SP/PS          | 2019-2022    | 1963    |           |
| Charles Juillard          | Het Centrum    | 2019-        | 1962    |           |
| Mathilde Crevoisier       | SP/PS          | 2022-        | 1980    |           |

Afkortingen
- CVP/PDC: Christendemocratische Partij
- FDP/PRD: Vrijzinnig-Democratische Partij
- SP/PS: Sociaaldemocratische Partij van Zwitserland

Bondsraad
Lijst van leden van de Zwitserse Bondsraad · 
Lijst van bondspresidenten van Zwitserland
Nationale Raad
Aargau · 
Appenzell Ausserrhoden · 
Appenzell Innerrhoden · 
Basel-Landschaft · 
Basel-Stadt · 
Bern · 
Fribourg · 
Genève · 
Glarus · 
Graubünden · 
Jura

Luzern · 
Neuchâtel · 
Nidwalden · 
Obwalden · 
Sankt Gallen · 
Schaffhausen · 
Schwyz · 
Solothurn · 
Thurgau · 
Ticino · 
Uri · 
Vaud · 
Wallis · 
Zug · 
Zürich
1983-1987 · 
1987-1991 · 
1991-1995 · 
1995-1999 · 
1999-2003 · 
2003-2007 · 
2007-2011 · 
2011-2015 · 
2015-2019 · 
2019-2023 · 
2023-2027
Voorzitters
Kantonsraad
Aargau · 
Appenzell Ausserrhoden · 
Appenzell Innerrhoden · 
Basel-Landschaft · 
Basel-Stadt · 
Bern · 
Fribourg · 
Genève · 
Glarus · 
Graubünden · 
Jura

Luzern · 
Neuchâtel · 
Nidwalden · 
Obwalden · 
Sankt Gallen · 
Schaffhausen · 
Schwyz · 
Solothurn · 
Thurgau · 
Ticino · 
Uri · 
Vaud · 
Wallis · 
Zug · 
Zürich
1983-1987 · 
1987-1991 · 
1991-1995 · 
1995-1999 · 
1999-2003 · 
2003-2007 · 
2007-2011 · 
2011-2015 · 
2015-2019 · 
2019-2023 · 
2023-2027
Voorzitters